# پینولا (میسیسیپی)
پینولا (به انگلیسی: Pinola) یک منطقهٔ مسکونی در ایالات متحده آمریکا است که در شهرستان سیمپسون، میسیسیپی واقع شده‌است. پینولا ۹۵٫۱ متر بالاتر از سطح دریا واقع شده‌است.